# Molly and Me
Pour plus de détails, voir Fiche technique et Distribution.
Molly and Me est un film américain réalisé par Lewis Seiler, sorti en 1945.

## Fiche technique
- Titre : Molly and Me
- Réalisation : Lewis Seiler
- Scénario : Leonard Praskins et Roger Burford d'après le roman de Frances Marion
- Direction artistique : Albert Hogsett et Lyle Wheeler
- Costumes : Yvonne Wood
- Photographie : Charles G. Clarke
- Montage : John W. McCafferty
- Musique : Cyril J. Mockridge
- Société de production : 20th Century Fox
- Pays de production : États-Unis
- Format : Noir et blanc - 1,37:1
- Genre : comédie et film musical
- Date de sortie : 1945

## Distribution
- Gracie Fields : Molly Barry
- Monty Woolley : John Graham
- Roddy McDowall : Jimmy Graham
- Reginald Gardiner : Harry Phillips / Peabody
- Natalie Schafer : Kitty Goode-Burroughs
- Edith Barrett : Julia
- Clifford Brooke : Pops
- Aminta Dyne : Musette
- Queenie Leonard : Lily
- Doris Lloyd : Mrs. Graham
- Patrick O'Moore : Ronnie
- Lewis Russell (en) : Sir Arthur Burroughs